# 空軍第四戰術戰鬥機聯隊
空軍第四戰術戰鬥機聯隊簡稱第四聯隊，前身為空軍第四驅逐機大隊。目前駐守嘉義基地，負責衛戍臺灣西部的空防安全。

## 沿革
- 1936年（民國25年）10月16日空軍第四驅逐機大隊成立於杭州筧橋，轄下第21、22、23中隊，裝備霍克三戰機。
- 1937年底（民國26年）接裝I-16戰機。
- 1942年（民國31年）因應既有俄製戰機損失殆盡，第四大隊赴印度受訓轉換P-43戰機
- 1943年底（民國32年）接收P-40。
- 抗戰勝利後駐防北平，並換裝P-51戰鬥機。
- 1948年（民國37年）12月因應戰局進駐嘉義基地。
- 1952年（民國41年）接收部份P-47戰鬥機。
- 1953年（民國42年）1月14日擴編成立空軍第四聯隊。
- 1954年（民國43年）換裝F-84G戰鬥機。
- 1958年（民國47年）換裝F-100A/F戰鬥機。
- 1976年（民國65年），配合軍方政策改番號為第455戰術戰鬥機聯隊。
- 1978年（民國67年）換裝F-5E/F戰鬥機。
- 1997年（民國86年）開始換裝F-16A/B戰鬥機。
- 2001年（民國90年）12月18日，第455聯隊的F-16A/B戰鬥機成軍。
- 2004年（民國93年）11月1日配合國軍「精進案」編制調整，第四大隊與第14中隊裁撤，併入第21、22、23中隊並提升為作戰隊。
- 2017年（民國106年）12月1日，聯隊番號改回40多年前的「第四戰術戰鬥機聯隊」。[1][2]
- 2021年（民國110年），第四聯隊完成F-16V性能提升任務。[3]

## 指揮管轄
- 聯隊長少將、副聯隊長上校
  - 第二一戰鬥機作戰隊(賭徒)

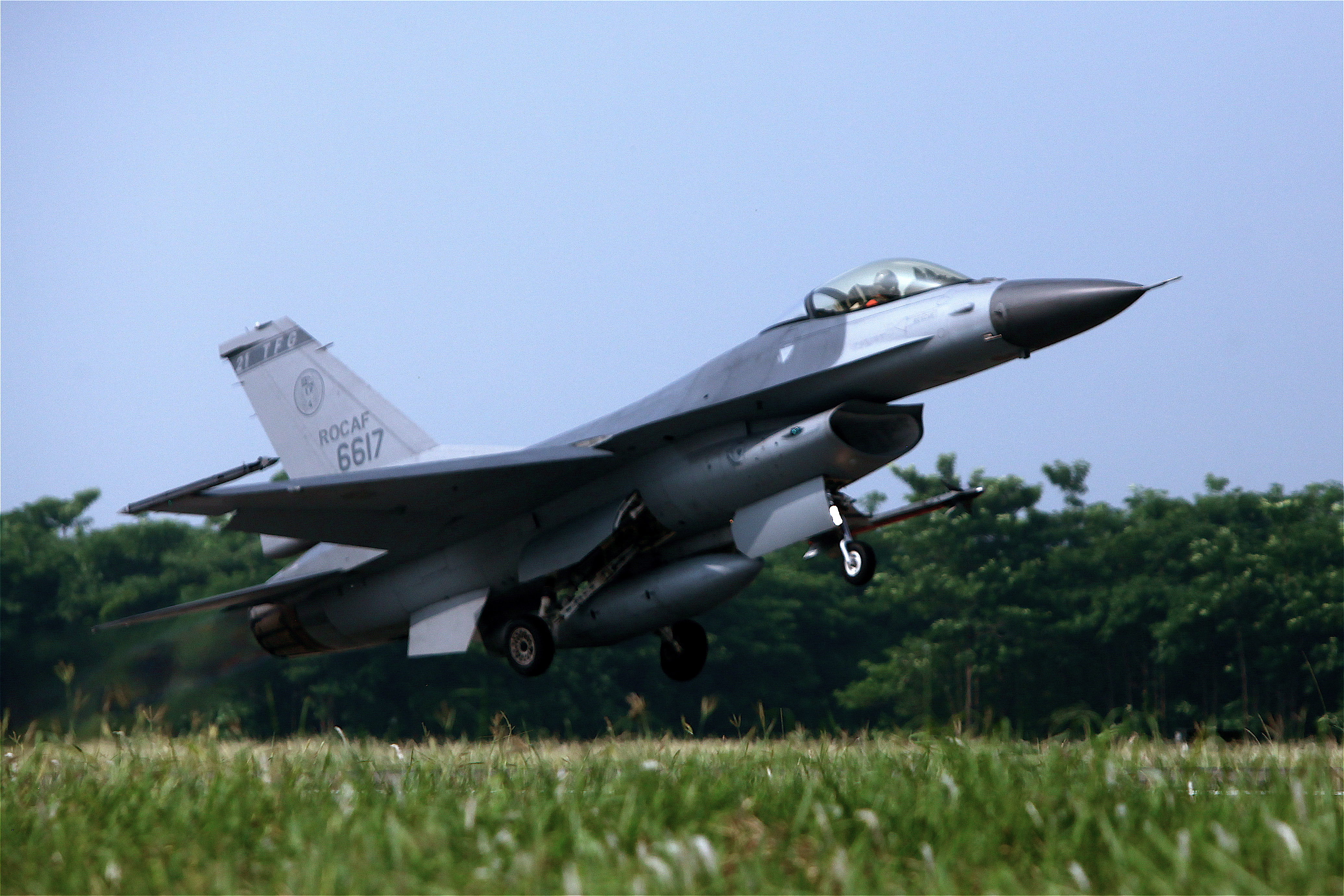
第四聯隊21作戰隊的F-16戰機起飛

    - F-16 AM/BM Block 20 × 20架

  - 第二二戰鬥機作戰隊(長風)
    - F-16 AM/BM Block 20 × 20架

  - 第二三戰鬥機作戰隊(自強)
    - F-16 AM/BM Block 20 × 20架

  - 空軍救護隊(海鷗)
    - S-70C-6 × 3架
    - EC225空中救難搜救直升機[4] × 3架
    - UH-60M黑鷹直升機 × 14架

  - 空軍第四修護補給大隊
  - 空軍第四基地勤務大隊
  - 憲兵第四中隊